# Candaulismo

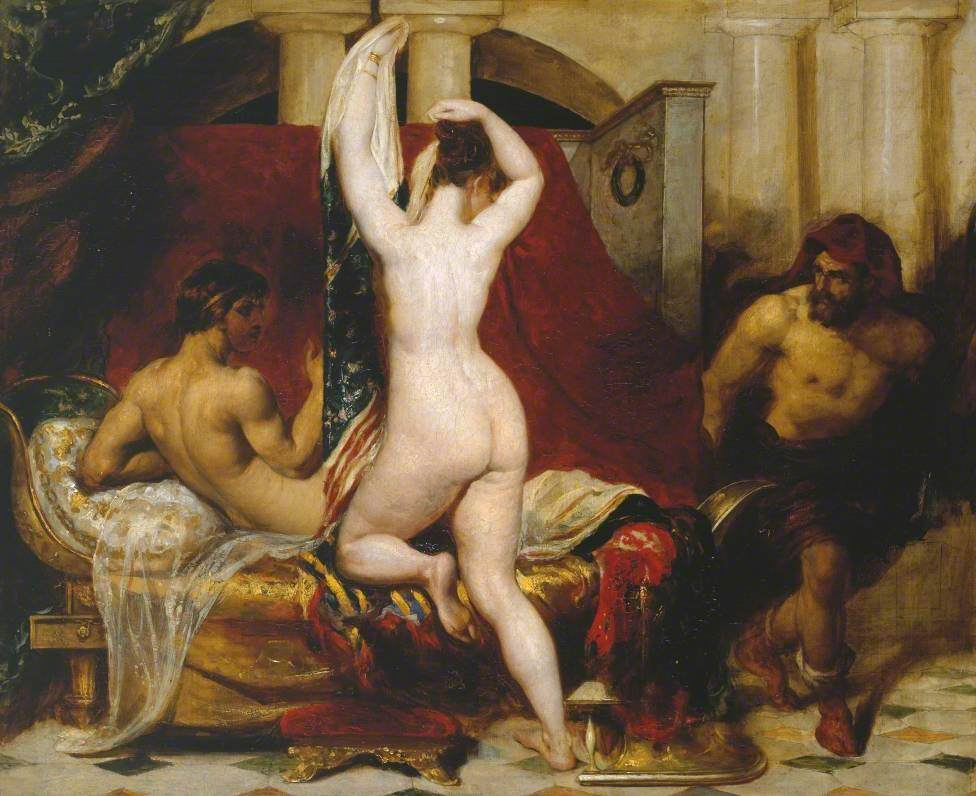
Candaules, rey de Lidia, muestra a su mujer escondiendo a Giges, uno de sus ministros, mientras se va a la cama de William Etty (1830). Esta imagen ilustra la versión de Heródoto de la historia de Giges.

El candaulismo o la candalagnia son términos médicos que se refieren a una fantasía o práctica sexual parafílica en la que una persona siente un impulso psicológico de exponer a su pareja sexual o sus imágenes, ante otras personas con el fin de obtener gratificación erótica voyerista. El candaulismo está asociado al voyerismo y al exhibicionismo. 
El término puede aplicarse también a la práctica de desvestir o exponer de alguna otra manera a una pareja femenina ante otros. Asimismo, el término puede aplicarse a la práctica de publicar en internet fotografías o videos íntimos de una pareja femenina, o instarla a usar ropa reveladora ante otros, como usar prendas muy cortas (p.ej., minifaldas extremadamente cortas), ropa muy ajustada o transparente, blusas muy escotadas, o trajes de baño diminutos.
El candaulismo se diferencia de otras formas de exhibición de la pareja o expareja, en que no persigue un fin de venganza, amenaza, intimidación o de exposición buscando un perjuicio a aquella, sino que los individuos expresan hacerlo para obtener gratificación erótica cuando otros observan voyerísticamente a la pareja. En una variante del candaulismo, el sujeto obtiene gratificación sexual instando u obligando a su pareja a exponerse sexualmente, desnudarse o realizar actos sexuales con otra persona. Se agrupa entre trastornos del comportamiento sexual con respecto al objeto con el que se obtiene placer erótico.
A veces, este comportamiento se toma hasta el punto de permitir que se llegue a una relación sexual, una práctica definida como triolismo por intercambio de pareja. En ciertos casos, la relación evoluciona hacia una unión estable entre las tres personas, conocido como ménage à trois.

## Etimología
El término se deriva de un relato en las Historias de Heródoto. Según esta historia, el antiguo rey griego Candaules (siglo VIII-VII a. C.) ideó un complot para mostrar a su esposa desnuda a su siervo Giges de Lidia sin que ella lo supiera. Después de descubrir que Giges la estaba mirando desnuda, la esposa de Candaules le ordenó a Giges elegir entre matarse a sí mismo o matar a Candaules para castigar su falta. Giges mató al rey y lo reemplazó en el trono.
Otra versión indica que Candaules mandó matar a su esposa cuando esta rehusó desfilar desnuda frente a los soldados del rey.
El término se usó por primera vez en el libro de Richard von Krafft-Ebing: Psychopathia sexualis. Eine klinisch-forensische Studie (Stuttgart: Enke, 1886).
A diferencia del candaulismo, en el triolismo, las orgias y otras formas de sexo grupal las dos partes de la pareja son sexualmente activas en las relaciones sexuales con terceros.
Para que este acto sea punible, se requiere que se cometa sin aceptación o consentimiento por parte de la pareja, por medio de violencia o coerción o con el uso de medios fraudulentos o sustancias narcóticas o excitantes.

## Patogenia
El candaulismo es una variación del exhibicionismo en la que el sujeto no sólo se exhibe a sí mismo sino a su pareja sexual o cónyuge, por lo general un hombre exhibiendo a su esposa o amante.
Es una parafilia asociada a la obtención de placer sadomasoquista al presentar en vivo a su pareja desnuda, en fotos o videos. El estado puede llegar al uso de coerción para hacer que la pareja participe en la escena sexual, que es el único diseño para administrar estimulación sexual del paciente.

## Casos históricos
En el caso de 1782 del noble y político británico Sir Richard Worsley contra George Bissett por «conversación criminal» (eufemismo legal británico para referirse al adulterio) con Lady Worsley, se reveló que Sir Richard ayudó a Bissett a espiar a Lady Worsley mientras ésta se bañaba.
El coleccionista y conocedor de arte Charles Saatchi ha escrito respecto a la influencia del candaulismo en la obra de Salvador Dalí, citando episodios registrados por los biógrafos del artista en los que Gala, la esposa de Dalí, era exhibida ante otros hombres.
Robert Hanssen fue un agente del FBI estadounidense detenido en 2001 por espiar para la Unión Soviética y la Federación Rusa. Se reveló que había tomado fotografías explícitas de su esposa y se las había enviado a un amigo. Posteriormente, Hanssen invitó a su amigo a observar clandestinamente a Hanssen manteniendo relaciones sexuales con ella durante las visitas ocasionales del amigo a la casa de Hanssen. Al principio, su amigo observaba a través de una ventana desde el exterior de la casa. Más tarde, Hanssen se apropió de un equipo de vídeo del FBI para instalar un circuito cerrado de televisión que permitiera a su amigo observar desde su habitación de invitados.